# Aleran de Troyes
Aleran (n. 800 d.Hr. – d. 852 d.Hr., Barcelona, Catalonia, Spania) a fost conte de Troyes între 820 și 852 și conte de Barcelona și Empúries-Roussillon și margraf de Septimania între 848 și 852.

## Biografie
Aleran a fost trimis de împăratul Ludovic cel Pios în anul 820 ca missus dominicus în comitatul Troyes și este posibil ca tot atunci să fi primit și titlul de conte. Loial împăratului Carol cel Pleșuv, Aleran a luat parte la asediul și cucerirea orașului Toulouse în anul 849.
Carol cel Pleșuv l-a însărcinat pe Aleran la dieta imperială de la Narbonne să pacifice Marca spaniolă aflat la granița Imperiului. Acolo, Wilhelm de Septimania se alăturase rebelului rege Pepin al II-lea al Aquitaniei și luase în stăpânire comitatele Barcelona și Empúries.
Împăratul l-a numit pe Aleran conte de Barcelona și de Empúries- Roussillon, precum și margraf de Septimania.
Cu excepția Barcelonei, Aleran nu a avut dificultăți majore în a-și impune puterea în comitatele respective. Wilhelm de Septimania l-a chemat în ajutor pe emirul Córdobei, Abd ar-Rahman al II-lea. În timp ce Carol cel Pleșuv era ocupat în februarie 850 cu înăbușirea unei revolte sub conducerea contelui basc Sancho în Pirineii de vest, Wilhelm a profitat de ocazie și a cucerit comitatele Barcelona și Empúries cu ajutorul trupelor maure, i-a luat prizonieri temporar pe Aleran și Isembart, a asediat Girona, dar fără mare succes. Teritorii mari au fost devastate. Carol a trimis apoi întăriri, iar Wilhelm a trebuit să se retragă în Barcelona unde a fost capturat și executat de nobili loiali împăratului.
Pentru a răzbuna moartea aliatului lor, arabii au atacat Barcelona în 851–852 și au cucerit orașul pe care l-au jefuit alungând și o parte a populației înainte de a se retrage din nou. Este posibil ca Aleran să fi murit în timpul acestor lupte. Ulterior împăratul l-a numit pe Odalric ca succesor al lui Aleran în 852.